# 袁翼
參數所指定的目標頁面不存在，建議更正成存在頁面或直接建立下列一個頁面（建立前請先搜尋是否有合適的存在頁面可以取代）：
- 袁翼 (明朝)

袁翼（1881年—1959年）字涤庵，又字鸿缙，号剡溪老人，浙江嵊县（今嵊州）新市乡上碧溪人。中华民国实业家、官员。

## 生平
1902年，袁翼与鲁迅、章太炎、马一浮等人到日本留学。袁翼自大阪高等工业学校毕业，1909年回到中国。此后，应浙江绍兴府知府贵福聘請，任绍兴府中学堂监督，兼教化学课。任内参加光复会。當時，鲁迅任监学（教务长）兼教生物课，教师有徐锡麟等人。宣統元年九月二十二日騐看學部考騐游學畢業生賞給工科舉人，以小京官按照所學科目分部補用。
1912年中华民国成立后，袁翼任天津高等工业学堂教授、奉天造币厂工程师。1914年，出任甘肃省镇番县知事。他还曾任中华民国第二届国会众议院议员，曾被交通部聘为监考官。
1924年以后，袁翼集资创办北京电车公司，担任董事兼总经理。此外他还接办热河北票煤矿，担任董事长兼总经理。建设秦皇岛、上海的装卸码头。
袁翼和地质学家丁文江、翁文灏等人创办中国地质调查所，丁文江任所长，普查中国矿产资源。经陈叔通等人作保，袁翼接手技术落后、设备陈旧的北票煤矿（在今辽宁省朝阳市）。他聘德国专家，进口先进的采矿设备，派员赴开滦煤矿、枣庄煤矿、中兴煤矿接受培训。在他的经营下，北票煤矿成为中国著名煤矿之一，袁翼也成为中国知名的民族实业家。
此后，袁翼投资枣庄煤矿、开滦煤矿、中兴煤矿、中兴海运公司、东亚毛纺厂、天津仁立地毯公司、启新洋灰公司、南京江南水泥公司。1921年，袁翼创办北京电车公司、北京自来水公司。1924年12月18日，北京电车公司试开通北京首条有轨电车线路，因为路牌是红色，俗称“红牌”。该线路南起前门，途经西交民巷、西单、西四、新街口到达西直门，全长14.04公里，沿途设14个车站。1925年起，又陆续开辟4条有轨电车线路。
袁翼投资实业获利后，曾资助蔡元培办学，资助李四光到英国留学。1920年代，章士钊曾捐数万大洋资助中国青年留法勤工俭学，这些钱实际是袁翼捐赠，但袁翼嘱章士钊莫对外讲。
1931年九一八事变后，袁翼拒任日本傀儡政府的伪职，关闭北票矿区，在北平西郊隐居，购买数千亩土地，经营剡溪农场。袁翼隐居在北平西山八大处，和证果寺方丈觉平为友，乃出钱修缮证果寺，修饰“招止亭”，修筑了山路。觉平方丈为答谢，把证果寺东山坡的一处庙产赠给袁翼，袁翼在此创建袁氏别墅。
1948年北平和平解放前夕，马占山、邓宝珊常到袁翼家商讨北平和平解放之事。袁翼坚持战争不能打进北京城，积极为北平和平解放贡献力量。
中华人民共和国成立后，袁翼被邀任全国政协委员和中央文史研究馆馆员，但袁翼以年老体弱而推辞未就。1959年，袁翼病逝，享年78岁。陈叔通、邵力子为他主持了追悼会。袁翼安葬在北京福田公墓。

## 逸事
袁翼有许多藏书，收藏有浙江省各县县志。他在八大处袁氏别墅隐居期间，重金搜购善本古籍与地方志万余册。其中《大禹导河图》一帧是从清朝皇宫流落民间。《大禹导河图》记载了大禹治水到清朝的黄河治理、改道图，是过去唯一有比例的手绘图。
中华人民共和国成立后，袁翼将《大禹导河图》无偿捐献国家，现藏中国科学院图书馆。袁翼收藏的其他善本古籍在文化大革命中散失。文化大革命结束，落实政策后，遭康生、“四人帮”等人拿走的善本古籍、名人手札归还袁翼的子女，袁翼的子女将其赠给浙江大学图书馆，浙江大学图书馆为此专设袁氏捐赠室。